# دو سرمست
دو سرمست (به هندی: Do Matwale) فیلمی محصول سال ۱۹۹۱ و به کارگردانی اجی کاشیاپ است. در این فیلم بازیگرانی همچون سانجی دات، چانکی پاندی، سونام، شلیپا شیرودکار ایفای نقش کرده‌اند.